# Everybody
"Everybody" je pjesma američke pjevačice Madonne s debitantskog albuma Madonna. Pjesma je 6. listopada 1982. izdana pod diskografskom kućom Sire Records kao debitanski singl. Demosnimku je Madonna snimila s Steve Brayom. Zatim je angažirala DJ-a Marka Kaminsa koji je puštao pjesmu u noćnim klubovima. On je bio oduševljen pjesmom, te ju je odveo u Sire Records s kojima je potpisala ugovor za dvije pjesme. Međutim, nakon završetka snimanja dvije pjesme, producent iz diskografske kuće Michael Rosenblatt nije bio impresioniran drugom pjesmom, pa je samo "Everybody" doživjela izdanje.
Pjesma sadrži R&B ritmove, pa je stvorena slika da je Madonna afroamerički izvođač jer se na omotu singla nije pojavila njena slika. Ali ovaj nesporazum je brzo riješen, kada je Madonna uvjerila producente Sirea da snimi glazbeni video za pjesmu. To je bio niskobudžetni video snimljen pod redateljskom palicom Eda Steinberga. Prikazao je Madonnu i njezine prijatelje kako pjevaju i plešu u klubu. Video je pomogao u promociji pjesme, ali i Madonne kao nadolazeće umjetnice.
Pjesma nije doživjela kritički uspjeh, te nije uspjela ući na američku Hot 100 ljestvicu. Ali pjesma je ušla na dance ljestvice. To je pomoglo Madonni za snimanje u dance časopisu. Izvela je pjesmu uživo više puta. Bila je završna pjesma koncerata na The Girlie Show Tour. Pjesma je uključena na kompilaciju najvećih hitova Celebration (2009).

## Nastanak pjesme i izdanje
1982., tada 23-godišnja Madonna je živjela u New Yorku i pokušavala uspostaviti glazbenu karijeru. S tadašnjim dečkom Steve Brayom je bila član grupe Breakfast Club te su svirali uglavnom hard rock i potpisali ugovor s Gotham Records i željeli stvarati u novom glazbenom stilu. Odlučili su se za funk stil, ali diskografska kuća nije bila zadovoljna njihovim glazbenim postignućima. Madonna i Bray napuštaju grupu, a Madonna sama piše tri nove pjesme a nazvala ih je "Everybody", "Ain't No Big Deal" i "Burning Up". Kako je često zalazila u disko klub Danceteria, nagovorila je DJ-a Mark Kaminsa da pusti njezinu pjesmu "Everybody". Reakcija publike je bila pozitivna, a Kamins je odlučio Madonni naći ugovor s diskografskom kućom koja će joj omogućiti napraviti singl. Prvo ju je odveo svom šefu, Chris Blackwellu iz Islands Recordsa, ali ju je on odbio. Zatim su pokušali u Sire Recordsu. Michael Rosenblatt je komentirao:
"Madonna je izvrsna. Učinit će sve kako bi postala zvijezda, a to je upravo ono što ja tražim kod umjetnika – bezuvjetnu suradnju... S Madonnom sam znao da imam nekoga s kime mogu surađivati,pa sam planirao izgrditi njezinu karijeru preko singlova, a ne odmah izdavati album i izložiti se riziku propasti."
Rosenblatt je ponudio Madonni 5.000 $ i još 10.000$ za svaku novu pjesmu koju napiše. Madonna je odmah potpisala ugovor za dva 12-inčna singla sa Seymourom Steinom, predsjednikom Sire Recordsa, koji je bio impresioniran njezinim pjevanjem u pjesmi "Everybody". Singl verziju obradio je Mark Kamins, koji je u to vrijeme bio u ljubavnoj vezi s Madonnom. Producentske zasluge podijelio je sa Steveom Brayom. Novi singl je bio trajanja 5 minuta i 56 sekundi na jednoj strani i 9:23 za dub verziju na drugoj strani singla. Snimanje singla je Madonna učinila na svoj vlastiti trošak. Singl je izdan u listopadu 1982.

## Glazbeni video
Izlaskom singla, svi su mislili za Madonnu da je afroamerička pjevačica. Ova dilemma se riješila snimanjem glazbenog videa. Shvaćajući važnost videa, Madonna je komentirala:
"Da nisam nimila video, mislim da klinci sa Srednjeg Zapada ne bi znali tko sam. Puno je vremena bilo do prve turneje."
Zato je pozvala ljude iz Sire Recordsa u disko klub Danceteria u New Yorku, te je izvela pjesmu. Pred 300-tinjak ljudi Madonna je sa svojim plesačima izvela koreografiju. Tada su producenti shvatili kako Madonna izgleda zadivljujuće i snimku ovog nastupa su posali po klubovima u cijeloj zemlji.
Video započinje tako što Madonna i dvoje plesača plešu u klubu dok su svjetla usmjerena na njih. Već tada su kritičari shvatili da Madonna donosi nove trendove, novu modu i da se predstavlja i kao seksualni objekt i kao djevojku s visokim moralnim standardima.

## Live izvedbe
Madonna je pjesmu izvela 1985. na svojoj prvoj koncertnoj turneji, The Virgin Tour. Tada je nosila plavi prozirni top s crnim grudnjakom, te ružičastu suknju te jaknu. Nosila je i križeve na ušima i oko vrata. Izvedba je sijedila nakon "Into the Groove" kada bi Madonna uzela mikrofon i plesala po pozornci dok bi pjevala ovu pjesmu. Za Blond Ambition Tour je uzela stih iz pjesme,  "Dance and sing, get up and do your thing", i koristila ga kao otvaranje koncerta uvod u prvu pjesmu "Express Yourself". Na The Girlie Show Tour je pjesma bila zadnja pjesma koncerta. Nakon "Justify My Love" bi krenula izvedba "Everybody Is a Star" od Sly & The Family Stonea, a zatim i Madonnina pjesma.
Madonna je pjesmu izvela i za vrijeme Coachella Valley Music and Arts Festivala gdje je promovirala studijski album iz 2005. Confessions on a Dance Floor. I na Sticky & Sweet Tour je izvela pjesmu i to 22. studenoga 2008. u Atlantic Cityu na zahtjev publike.

## Popis formata i pjesama
| - Američki 12" singl 1. "Everybody" – 5:56 2. "Everybody" (Dub Version) – 9:23 - Američki 7" singl 1. "Everybody" – 3:58 2. "Everybody" (Instrumental) – 4:13 | - Britanski 12" singl 1. "Everybody" – 6:16 2. "Everybody" (Dub Version) – 5:59 - Britanski 7" singl 1. "Everybody" – 3:20 2. "Everybody" (Dub Version) – 4:40 |

## Na ljestvicama
| Ljestvica (1983–1984)              | Pozicija |
| ---------------------------------- | -------- |
| U.S. Billboard Hot 100             | 107      |
| U.S. Billboard Hot Dance Club Play | 3        |